# Buellia homophylia
Buellia homophylia är en lavart som först beskrevs av C. Knight, och fick sitt nu gällande namn av Alexander Zahlbruckner. Buellia homophylia ingår i släktet Buellia och familjen Physciaceae.   Inga underarter finns listade i Catalogue of Life.